# 1537
Évszázadok: 15. század – 16. század – 17. század
Évtizedek: 1480-as évek – 1490-es évek – 1500-as évek – 1510-es évek – 1520-as évek – 1530-as évek – 1540-es évek – 1550-es évek – 1560-as évek – 1570-es évek – 1580-as évek
Évek: 1532 – 1533 – 1534 – 1535 –  1536 – 1537 – 1538 – 1539 – 1540 – 1541 – 1542

## Események

### Határozott dátumú események
- március 12. – A törökök elfoglalják a dalmáciai Klisszát.
- június 2. – III. Pál pápa megtiltja, hogy az indiánokat rabszolgává tegyék.[1][2]
- augusztus 15. – Asunción, Paraguay fővárosának megalapítása.
- augusztus 25. – Az Adriai-tenger kapujának számító Korfun partra száll egy 25 000 fős török sereg 30 ágyúval. (Végül a védők kitartása, a velencei hajóhad segítsége és a szűnni nem akaró esőzések meghiúsították a sziget elfoglalására vonatkozó török elképzeléseket.)[3]
- szeptember 20. – I. Cosimo de’ Medici herceg irányítja Firenzét.
- október 9. – A diakovári csata Eszék közelében, melyben az osztrák–német–magyar–horvát–cseh sereg döntő vereséget szenved a törököktől.

### Határozatlan dátumú események
- az év folyamán –
  - Nádasdy Tamás és Keglevich Péter közösen kerül Horvátország és Szlavónia báni tisztségébe.[4] (Hivatalukat 1541-ig viselik.)[5]

## Születések
- október 11. – VI. Eduárd angol király († 1553)

## Halálozások
- január 6. – Alessandro de’ Medici, a firenzei köztársaság vezetője (* 1510)
- március 12. – Elesik Krusics Péter Klissza védelme során (* ?)